# Guadalcanalvalkuil
De guadalcanalvalkuil (Athene granti synoniem: Ninox granti) is een vogel uit de familie Strigidae (Echte uilen). Deze vogel is genoemd naar de Schotse ornitholoog William Robert Ogilvie-Grant.

## Verspreiding en leefgebied
Deze soort is endemisch op Guadalcanal  (zuidelijke Salomonseilanden).

## Status
De grootte van de populatie is in 2016 geschat op 10-20 duizend volwassen vogels. Op de Rode lijst van de IUCN heeft deze soort de status gevoelig.